# Campeonato Europeu de Beisebol de 1995
O Campeonato Europeu de Beisebol de 1995 foi a 24º edição do principal torneio entre seleções nacionais de beisebol da Europa. A campeã foi a Seleção Neerlandesa de Beisebol, que conquistou seu 15º título na história da competição. O torneio foi sediado nos Países Baixos.